# Rachel Louise Snyder
Pour les articles homonymes, voir Snyder.
Rachel Louise Snyder est une journaliste d'investigation et écrivaine américaine. Elle est l'une des plus grandes expertes aux États-Unis sur les violences domestiques.

## Biographie
Rachel Louise Snyder est originaire de Pittsburgh, en Pennsylvanie. Elle est titulaire d'un Master of Arts en création littéraire de l'Emerson College, à Boston. Elle s'installe à Londres. Elle vit six ans au Cambodge. Elle enquête sur le génocide. Elle travaille comme correspondante à l'étranger pour les programmes de radio Marketplace, All Things Considered et This American Life.
En 2009, elle s'installe à Washington. Elle est nommée professeure associée en écriture et journalisme à l'American University.
Elle est l'une des plus grandes expertes du pays sur les violences familiales. Elle travaille sur ces questions depuis les années 2000.
Dans No Visible Bruises: What We Don't Know About Domestic Violence Can Kill Us, publié en 2019, elle montre que les violences intra-familiales sont un problème de santé publique. Jusqu'en 1991, battre sa femme était légal dans le District de Columbia. Elle demande que les services d'urgence recherchent systématiquement s'il y a des lésions cérébrales pour toute violence domestique. Aux États-Unis, cinquante femmes meurent chaque mois assassinées par leur compagnon.
Dans Women We Buried, Women We Burned, qu'elle publie en 2023, elle parle de son enfance. Sa mère est morte d'un cancer alors qu'elle avait neuf ans. Son père se remarie très vite et installe la famille dans une toute petite communauté religieuse, dans l'Illinois.

## Publications
- (en) Cet article est partiellement ou en totalité issu de l’article de Wikipédia en anglais intitulé « Rachel Louise Snyder » (voir la liste des auteurs).

- (en) Fugitive Denim: A Moving Story of People and Pants in the Borderless World of Global Trade, New York, W.W. Norton, 2009 (ISBN 9780393335422)

- (en) What We've Lost Is Nothing, New York, Scribner, 2014 (ISBN 9781476725178)[8]
- (en) No Visible Bruises: What We Don’t Know About Domestic Violence Can Kill Us, New York, Bloomsbury Publishing, 2019 (ISBN 9781635570977), (OCLC 1077589617)
- Rachel Louise Snyder, Women We Buried, Women We Burned, Bloomsbury Publishing, 2023 (ISBN 978-1-63557-912-3)

## Prix et distinctions
- Overseas Press Award, pour un reportage avec Ira Glass et Sarah Koenig, This American Life
- J. Anthony Lukas Work in Progress Award, pour No Visible Bruises , 2020
- Silver Gavel Award, pour No Visible Bruises, 2020[9]
- New York Public Library’s Helen Bernstein Award for Excellence in Journalism, pour No Visible Bruises, 2020[10]